# La Immaculada (Miravet)
La Immaculada és una obra de Miravet (Ribera d'Ebre) inclosa a l'Inventari del Patrimoni Arquitectònic de Catalunya.

## Descripció
Situada dins del nucli urbà de la vila de Miravet, al bell mig del terme, al passeig de l'Església. Església d'una sola nau amb absis semicircular no marcat en planta. La nau presenta el sostre pla dividit en tres tramades decorades. L'absis també presenta el sostre pla i al seu costat hi ha la sagristia. Als peus del temple hi ha el cor, situat damunt del vestíbul d'accés al temple. La il·luminació es fa mitjançant uns grans finestrals rectangulars, decorats amb vitralls de colors, que ocupen tota l'alçada del mur lateral de llevant. Al fons de l'absis hi ha dos finestrals rectangulars, també amb vitralls acolorits. La façana principal presenta un portal d'accés d'arc angular o de frontó, damunt del qual hi ha un gran finestral rectangular dividit en tres obertures i protegit per un sistema a manera de lamel·les emblanquinades. Separant les obertures hi ha la següent inscripció: "AVE MARIA GRATIA PLENA". A l'extrem nord-est hi ha el campanar, de planta circular i amb obertures estretes i allargades. L'accés a la campana es fa mitjançant unes escales de cargol de fusta.

## Història
L'església nova és situada al nord-est del nucli antic de Miravet on s'ha estès modernament la població, al camí vers Benissanet, sent bastida després de la guerra civil de 1936-39 i consagrant-la a la verge Immaculada vers el 1969. Cal esmentar que la imatge de la Mare de Déu de la Gràcia que posseeix va ser traslladada des de l'església vella.